# Meunjee Mesjid
Meunjee Mesjid is een bestuurslaag in het regentschap Pidie van de provincie Atjeh, Indonesië. Meunjee Mesjid telt 533 inwoners (volkstelling 2010).